# Brusle

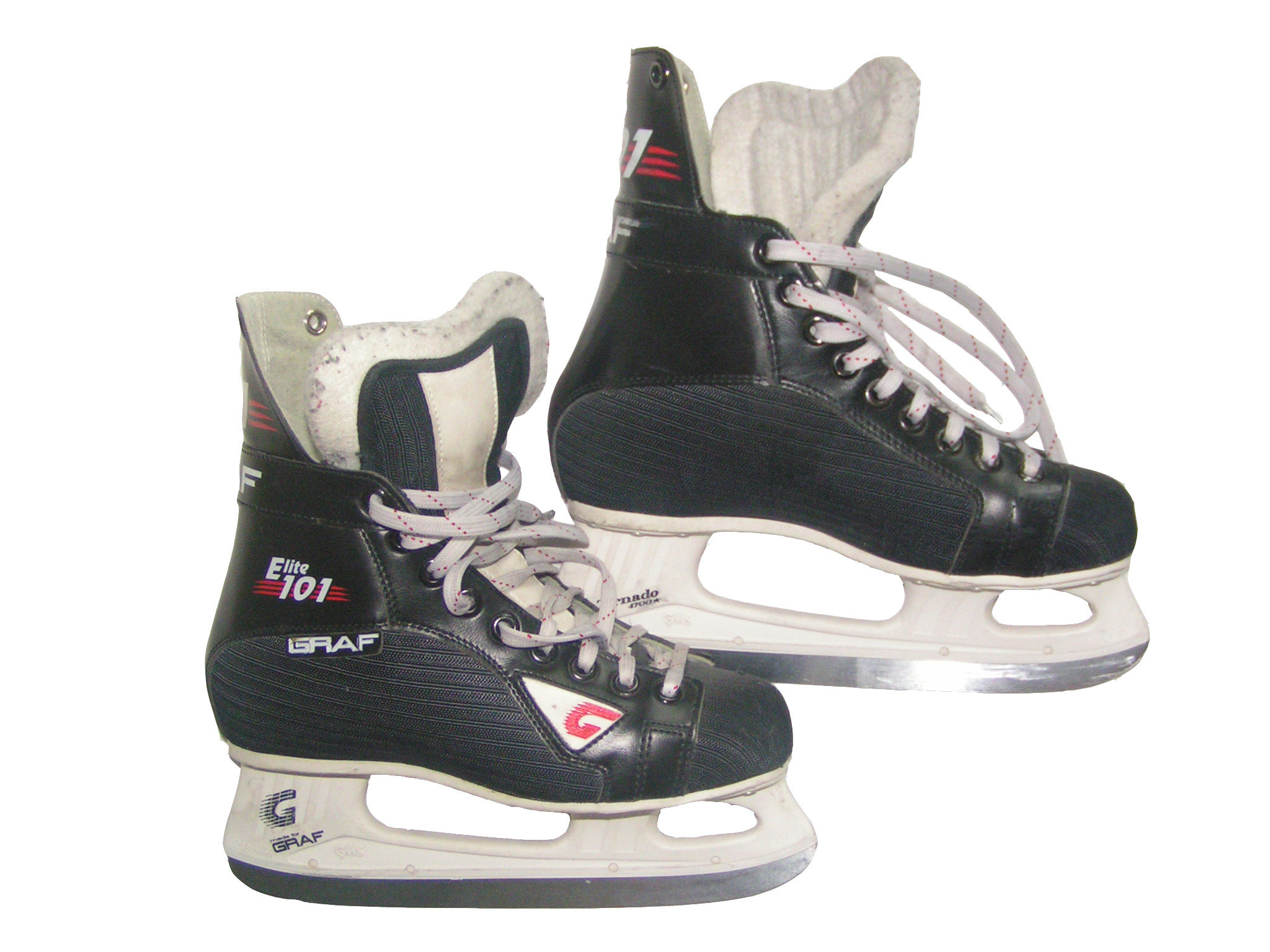
Moderní brusle na lední hokej

Brusle jsou sportovní pomůcka, umožňující jejímu nositeli zvláštní klouzavý pohyb po různorodém povrchu. Hlavní částí bruslí je podrážka s upevněnou speciálně navrženou konstrukcí jejíž funkční vlastnosti takový pohyb umožňují.

## Brusle na led

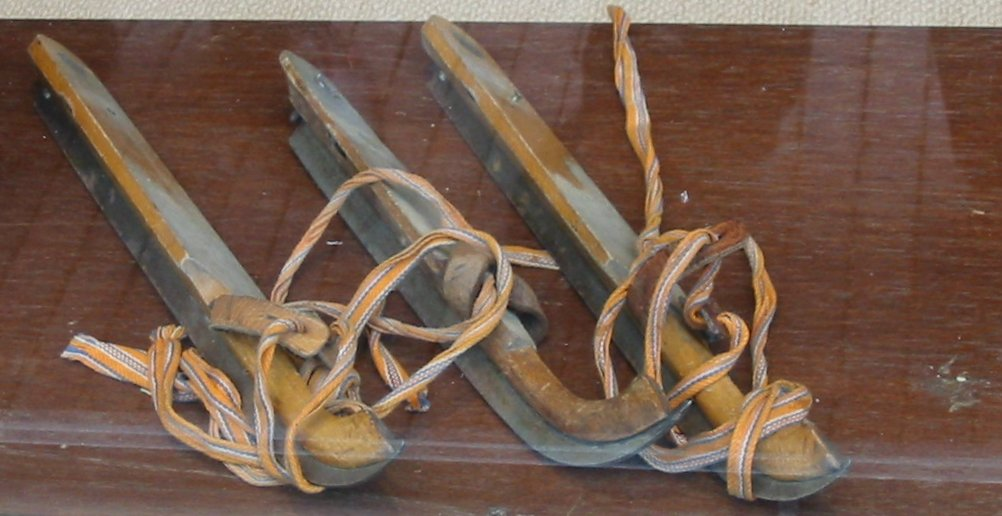
Staré dřevěné holandské brusle

Brusle na led je obuví doplněnou zdola o nůž, v níž se lze pohybovat po ledové ploše.
- Hokejová brusle
- Krasobruslařská brusle
- Rychlobruslařská brusle
- Dětské kačenky
- Nordické brusle

## Historie
Nálezy prvních kostěných bruslí se datují v tisících let před naším letopočtem.[zdroj?] Nejstarší kovové brusle pocházející z přelomu letopočtu byly nalezeny v Maďarsku u Balatonu,[rozpor] ale více se rozšířily od 14. století v Nizozemí a Skandinávii.[zdroj?] Brusle se k botám připevňovaly za pomoci řemínků. Díky pozdějšímu přechodu na ostření na dva břity se žlábkem mezi nimi se uživatelé mohli zbavit hůlek, které do té doby sloužily k odpichu. Bushnell sestrojil ve Philadelphii v roce 1848 celokovové brusle, které se k botám připevňovaly ze stran šroubovacími svěrkami na kličku.[zdroj?] Odtud již byl jenom krok k bruslím, které byly přímo připevněny na boty (šrouby, nýty).

## Hokejová brusle
Hokejové brusle hráčů v poli musí být podle pravidel opatřeny na koncích bezpečnostními patkami. Nůž z nerezové oceli ve tvaru kolébky je umístěn v držáku, který tvoří s botou kompaktní celek. Na povrch boty se obvykle používá technický nylon, nebo pevné kompozitové materiály (karbonová vlákna, polypropylen…) špička bývá plastová a dále se využívá kůže. Bota je vyztužena a případně polstrována na choulostivých místech (zvláště pro ochranu kotníků).

## Kolečkové brusle
- Inline brusle
- Heelys

## Dětské kačenky

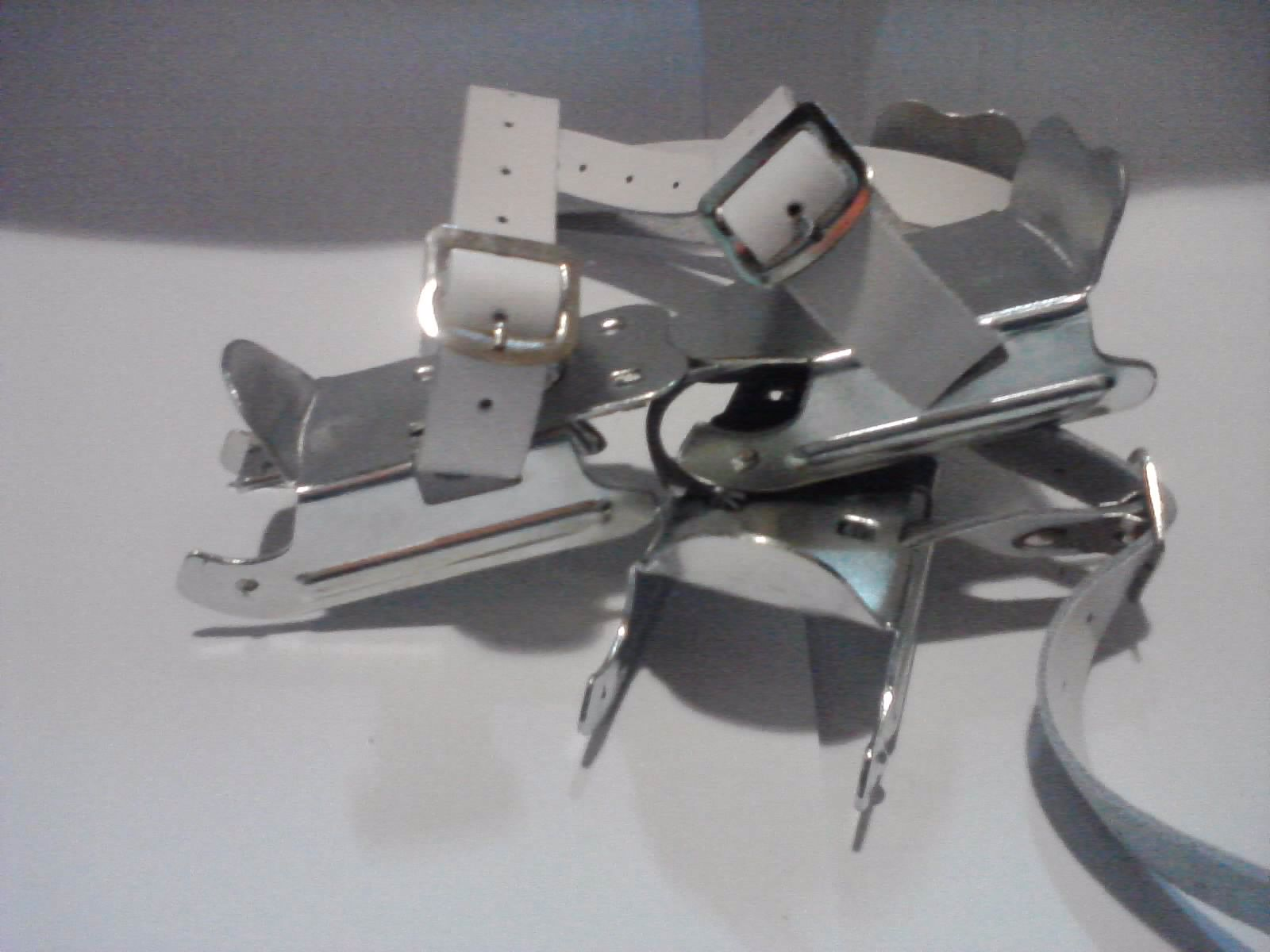
Dětské kačenky

Dětské kačenky jsou dvouřadé zimní brusle. Upevňují se na dětskou botu pomocí dvou kožených pásků. Kačenky lze velikostně upravit, a to díky aretačním šroubkům. Po uvolnění šroubku se dají dvě kovové části posunout tak, aby šly upevnit na botičku, a to do velikosti cca 17 cm.